# 昆明話
昆明話是漢語族官話西南官話雲南片滇中小片方言的一種次方言。
羅常培先生在《雲南之語言》一文中評價雲南方言時說昆明方言“音素簡明，詞彙雅達，語法平正。雖與中原相去萬里，而語言固無扞格也。”

## 形成
昆明話形成過程中受到當地少數民族、江淮官话洪巢片、抗戰時期南遷人口和推廣普通話運動的影響，分為「老派」、「中派」、「新派」三派。中派發音介於老派和新派之間。:78

## 語音

### 聲母
- 清聲母佔優勢：昆明方言中祇有4個濁音聲母，祇在部份人中殘存著濁音聲母(實際音值是半元音或清化的)，郊區則還有、和幾個濁音聲母。

- 聲母不分尖、團：《廣韻》音系“精、清、從、心、邪”五母字及“見、溪、群”三母字不論齊齒呼韻母或撮口呼韻母，昆明方言都讀作聲母，而不區分為和。

- 兩組聲母基本不混，衹有少數字、相混，部份人、相混；另外，除郊區部份地區外，昆明方言同普通話一樣具有舌尖后音聲母。

| 國際音標 | [p] | [pʰ] | [m] | [f] | [t] | [tʰ] | [n] | [l] | [k] | [kʰ] | [x] | [ʈʂ] | [ʈʂʰ] | [ʂ] | [ʐ] | [ʦ] | [ʦʰ] | [s] | [ʨ] | [ʨʰ] | [ɕ] |
| 拼音     | b   | p    | m   | f   | d   | t    | n   | l   | g   | k    | h   | zh   | ch    | sh  | r   | z   | c    | s   | j   | q    | x   |
| -------- | --- | ---- | --- | --- | --- | ---- | --- | --- | --- | ---- | --- | ---- | ----- | --- | --- | --- | ---- | --- | --- | ---- | --- |

### 韻母
- 沒有撮口呼，普通話中發/y/的均發/i/
- 衹保留了-n一個韻尾

### 聲調
入聲消失，只有陰平、陽平、上聲、去聲4個單字調。以下為昆明話與普通話調值比較（五度標音法）：
陰平 陽平 上聲 去聲
44  31  53   212   昆明話 說法一:102
33  42  53   31    昆明話 說法二
55  35  214  51    普通話

#### 考量入聲
西南官話声调系统的一个显著特点是古入声字今读阳平，而具有此一特點的昆明話也正是如此。涂良軍說用昆明話可以考量某些漢字在古音中是不是一個入聲字，方法如下：
- 在普通話中不讀陽平，在雲南方言(昆明話適用)中讀陽平的字，就是古入聲字。
- 如數字一二三四五六七八九十中，一、七、八普通話讀陰平，六讀去聲，昆明話讀陽平，那麼一、六、七、八四個字就是古入聲字 。

但是有的入聲字在普通話和昆明話都是陽平，就無法判斷此字是不是古入聲字，比如古入聲字“十”。

## 詞彙
昆明方言的基本詞彙同北方話基本詞彙具有相當大的一致性，除了讀音有區別外，詞形、詞義完全相同的詞語占了很大的比重，即具有“同名同實”的特點。
昆明方言保留了相當數量的古語詞，尤其是中國元明以來一些用北方語寫成的古典文學作品，其中的某些詞語在現代北方話中已經很少使用以至消失，卻仍然保存在昆明方言的日常口語中。

## 語法
從語法方面看，昆明方言與普通話詞類劃分基本相同，語序結構大體一致，區別主要表現在某些特殊虛詞的運用和少數疑問句式、否定句式的結構形式上。羅常培先生在《雲南之語言》中指出：“大凡漢語各種方言中語法如有小異之處，多在主次，其基本語式固無不同。”這在昆明方言中可以得到印證。

## 外部連結

### 紀錄片
- 〈正在远去的老昆明话〉集，云南广播电视台都市頻道《都市條形碼》節目星期日欄目《封面》，2017年2月19日播出。主持：陈舒，记者：陈剑、杨纪星。Youtube載點 （页面存档备份，存于）.